# Sketrick Castle

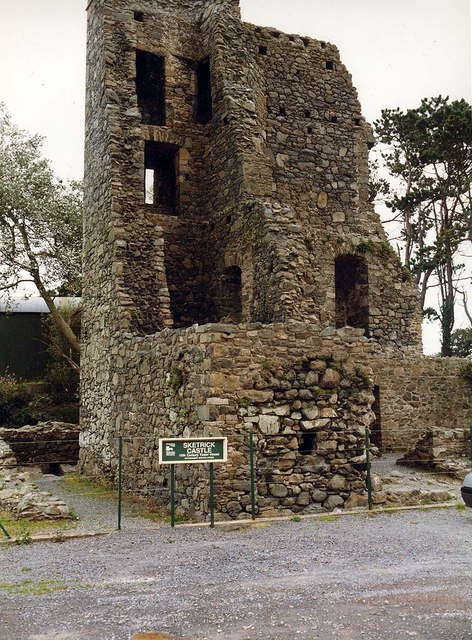
Sketrick Castle

Sketrick Castle (irisch Caisleán Scathdeirge) ist eine Burgruine beim Dorf Whiterock im nordirischen County Down. Man nimmt an, dass die Anfänge der Burg auf das 12. Jahrhundert zurückgehen. Der Wohnturm und die Passage zur Quelle sind State Care Historic Monuments im Townland von Sketrick Island im District Ards and North Down.

## Geschichte
Die Burg stammt vom Ende des 12. Jahrhunderts. Im 14. Jahrhundert erwarb sie Sir Robert Savage. In den Annalen der vier Meister ist die Einnahme der Burg Caislén Sgath Deircce durch eine von Ó Néill geführte Armee im Jahre 1470 als Unterstützung des Clans der MacQuillans verzeichnet. Sie eroberten die Burg und gaben sie an die MacQuillans zur sicheren Haltung. Die Burg blieb bis 1896 intakt, dann zerstörte ein Sturm den größten Teil.

## Konstruktion
Sketrick Castle war ursprünglich 17,3 Meter hoch, 15,5 Meter lang und 8,2 Meter breit. Dies entspricht einer Höhe von vier Stockwerken. Dazu gab es eine Bootslandestelle und eine unterirdische Passage aus Stein, die 1957 entdeckt wurde. Der Wohnturm hatte vier Räume im Erdgeschoss, deren größter ein Korbbogengewölbe und zwei ziegelverkleidete Nischen, vermutlich Öfen, besaß. Die Burg hat Stürze eingebaut, die unter der Bawn (Kurtine) zu einer Kammer mit Konsolen über einer Süßwasserquelle führen. Teile der Bawn im Norden und Osten der Burg sind bis heute erhalten.